# 米哈伊利夫卡 (切爾卡瑟區)
49°6′58″N 32°4′29″E / 49.11611°N 32.07472°E

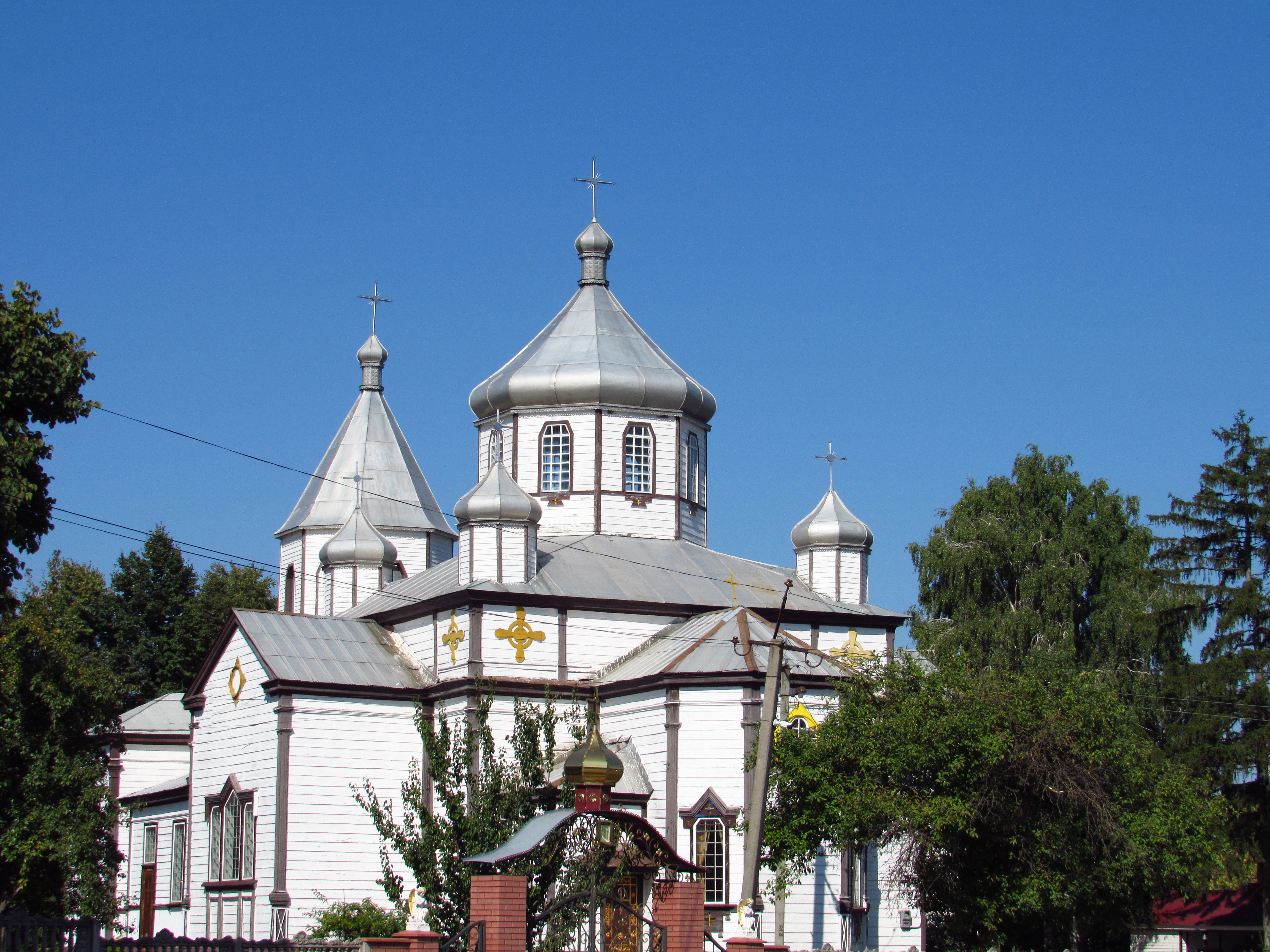
教堂

米哈伊利夫卡（烏克蘭語：Михайлівка）是位於烏克蘭中部的村莊，由切爾卡瑟州切爾卡瑟區的米哈伊利夫卡市鎮負責管轄。該村始建於十八世紀，面積7.65平方公里，海拔高度162米，2008年人口1,954，人口密度每平方公里255.6人。